# Tito Flavio Clemente (console 95)
Tito Flavio Clemente (in latino Titus Flavius Clemens; 50 circa – Roma, maggio 95) è stato un politico romano, appartenente alla dinastia flavia.
È stato messo a morte dall'imperatore romano Domiziano nel 95. Secondo alcuni sarebbe un convertito all'ebraismo, secondo altri al cristianesimo e un santo.

## Famiglia
Clemente era figlio di Tito Flavio Sabino, consul suffectus nel 69 e nel 72 e che era figlio di Tito Flavio Sabino, consul suffectus nel 47 e fratello maggiore dell'imperatore Vespasiano. Così Clemente era strettamente legato per parentela agli imperatori romani Vespasiano, Tito e Domiziano.
Suo fratello maggiore Tito Flavio Sabino sposò nell'81 Giulia, figlia dell'imperatore Tito e fu consul ordinarius nell'82. Clemente sposò Flavia Domitilla, figlia di Flavia Domitilla minore, sorella di Tito e di Domiziano, e da lei ebbe sette figli, affidati alla cura di Quintiliano. Domiziano ebbe in grande considerazione Clemente e sua moglie Domitilla. Clemente fu nominato console per l'anno 95, con l'onore di avere per collega l'imperatore stesso; i figli di Clemente e Domitilla, ancora giovani, furono designati eredi dall'imperatore, che non aveva figli, e che cambiò loro nome in Vespasiano e Domiziano.

## Morte
Dal gennaio al maggio 95 Clemente fu consul ordinarius insieme all'imperatore Domiziano. Secondo quanto racconta Svetonio, Domiziano mise a morte Clemente appena terminato il suo consolato, sulla base di un leggero sospetto.
Cassio Dione racconta che l'accusa contro Clemente era di ateismo (ἀθεότης), spiegando che questa era l'accusa mossa verso molti di coloro che si lasciavano cadere negli usi dell'Ebraismo, alcuni dei quali furono messi a morte e altri privati dei propri beni, mentre Domitilla fu esiliata a Pandateria (Ventotene).
In seguito Domiziano fu assassinato da un collaboratore di Domitilla.
Non vi sono espliciti accenni al cristianesimo: il primo autore che ha attribuito a Clemente la fede cristiana è stato Giorgio Sincello nel IX secolo.
Si discute se la repressione delle vittime di Domiziano avesse carattere religioso o politico.

## Culto

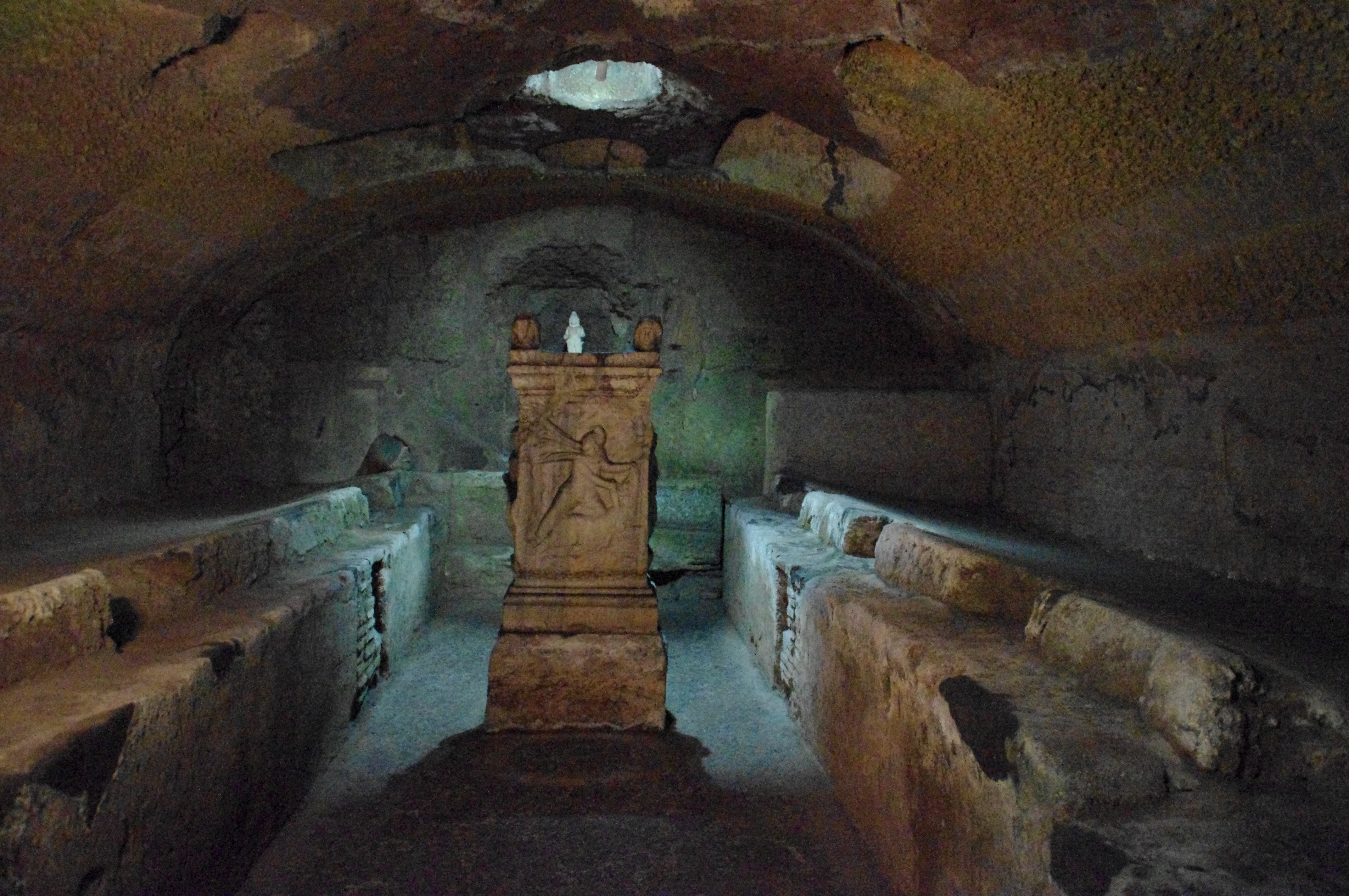
Mitreo sottostante la basilica di San Clemente a Roma

Non ci sono notizie di un suo culto nell'antichità. Nel 1725 furono scoperte nella basilica di San Clemente al Laterano (dedicata all'omonimo pontefice martire) alcune reliquie che furono credute quelle di Flavio Clemente. 
Il Martirologio Romano ne ricorda la traslazione il 22 giugno.
(Martirologio Romano (2004), p. 349)